# Aqueduc des fosses

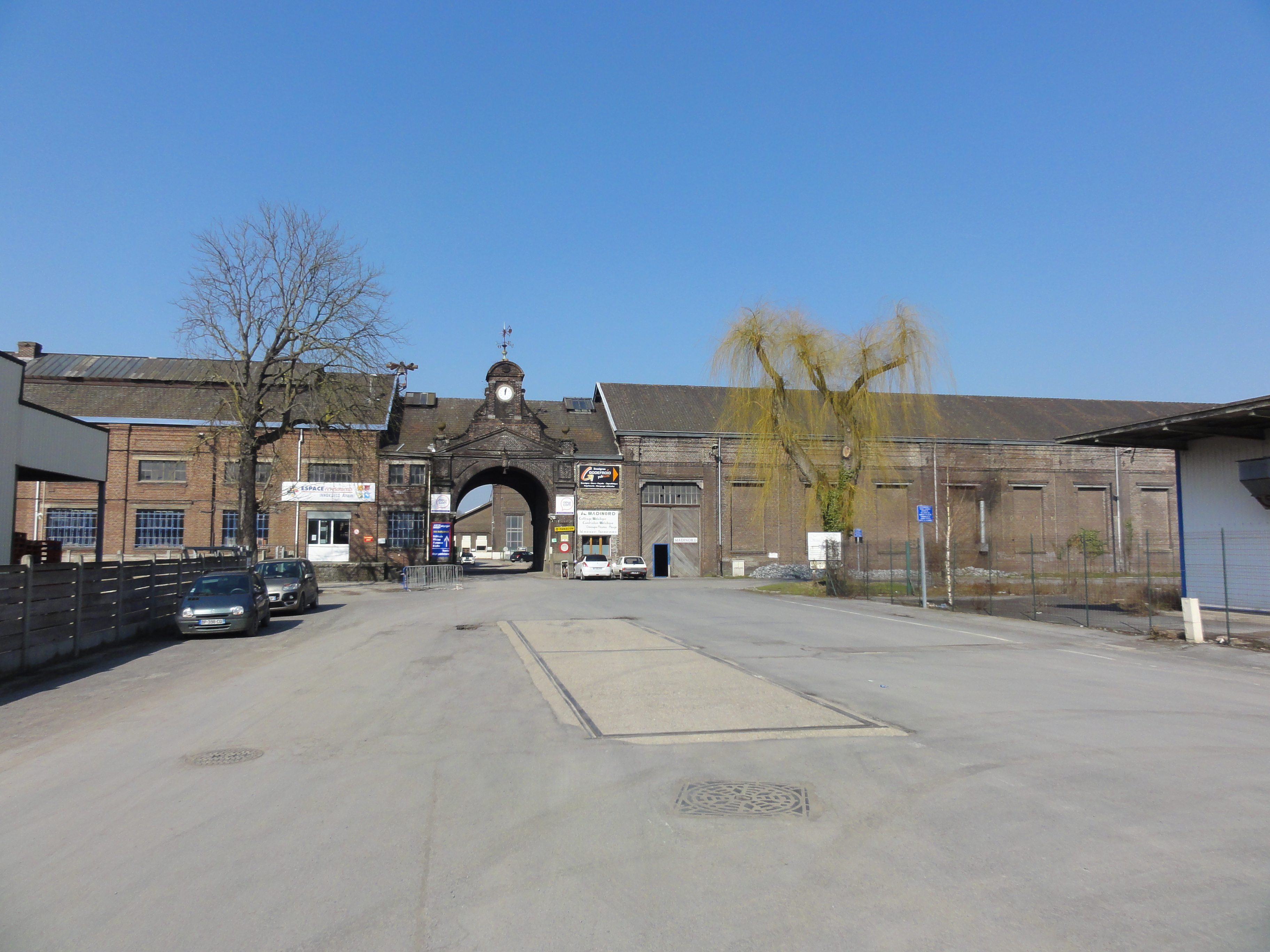
Les ateliers centraux de la Compagnie des mines d'Anzin et le carreau de la fosse du Pavé forment un point central des réseaux de l'aqueduc des fosses et du tunnel d'Anzin.

L'aqueduc des fosses est un ouvrage souterrain situé sous Anzin, Valenciennes, La Sentinelle et Petite-Forêt. Construit au cours du XVIIIe siècle et encore usité au XIXe siècle, il a pour utilité de récupérer les eaux d'un assez grand nombre de puits, afin de les conduire dans l'Escaut. Ce réseau d'aqueducs est raccordé au réseau de galeries servant au transport du charbon sous la ville, dénommé le tunnel d'Anzin.

## Description
L'aqueduc des fosses et le tunnel d'Anzin sont des galeries souterraines reliées à divers puits et avaleresses des concessions de Raismes et d'Anzin. L'aqueduc des fosses a une section large d'un mètre et haute de 130 centimètres. Il est situé à une profondeur de vingt à vingt-cinq mètres. En 1756, sur Anzin et Saint-Waast, l'aqueduc est long de 2 170 mètres. Les terrains étant instables, l'aqueduc a été en grande partie établi sur des pilotis et revêtu de bois à l'intérieur. L'aqueduc mesure 5 847 mètres en 1806.
Au début du XXIe siècle, Charbonnages de France suppose que la partie édifiée en bois est éboulée depuis un très grand nombre d'années, puisqu'il a été démontré lors d'une inspection en 1926 que la galerie est préservée sur un petit parcours entre le pont du Corbeau et la fosse du Verger ; qu'une partie sert encore à l'exhaure des puits des fosses Bleuse Borne et Saint-Louis, et que les eaux ménagères de la cité des Agglomérés y sont déversées ; enfin, qu'il est complètement bouché par des dépôts de boue, comme à proximité des Usines de Saint-Waast et de la fosse Ernest.

## Parcours
- Limite de concession
- Limite de commune

Carte présentant le tunnel d'Anzin, l'aqueduc des fosses, et les puits creusés dans le secteur de Valenciennes et de ses environs.
Légende :
Borne de présence, tête de puits non matérialisée
Tête de puits matérialisée
Entrée ou puits d'accès au tunnel d'Anzin, et donc à l'aqueduc des fosses

L'aqueduc des fosses permet d'assurer l'exhaure des fosses par des galeries souterraines pour envoyer les eaux directement dans le canal de l'Escaut. Le réseau d'aqueduc est en partie parallèle à celui du tunnel d'Anzin sur le territoire d'Anzin, et des interactions existent entre les deux réseaux.
Le réseau se jette en trois points dans l'Escaut : au nord, près de l'avaleresse de l'Escaut, à laquelle il n'est pas relié ; et au sud, en deux points, près de la fosse de la Riviérette ; et entre les puits d'extraction et d'épuisement de la fosse du Beaujardin, où il est parallèle au tunnel d'Anzin. Partant de ce dernier point, l'aqueduc remonte vers Anzin et la fosse du Pavé.
Une branche remonte vers le nord, une bifurcation au niveau des avaleresses de la Croix, non raccordées car commencées en 1730 et abandonnées en 1732, permet de rejoindre l'Escaut vers l'est via la fosse de la Riviérette, la branche continue vers le nord, passe près de la fosse Saint-Louis, et se sépare en deux branches : l'une se dirige vers l'ouest, passe sous le territoire de Beuvrages sur environ 250 mètres, et se termine à la fosse de la Cave ; l'autre remonte vers le nord-est, dessert la fosse du Moulin, passe près de la fosse Bleuse Borne qui est desservie par un embranchement, et se termine dans l'Escaut, non loin de l'avaleresse de l'Escaut (1848-1848), qui n'est pas desservie.
L'autre branche se dirige vers l'ouest à partir de la fosse du Pavé, et se divise sur une courte distance en trois branches dans le secteur de l'ancienne gare d'Anzin, près de l'actuelle station de tramway Anzin Hôtel de ville.
- une branche plonge vers le sud, un embranchement lui permet d'atteindre la fosse du Verger, puis elle continue encore et atteint les fosses du Comble, de la Machine à feu d'en haut et du Mitant, qui sont toutes trois très proches, et séparées par la limite entre Anzin et Valenciennes, puis atteint la fosse du Pied et se termine à la fosse Saint-Christophe[2].
- une branche se dirige vers l'est, et dessert la fosse de Raismes, puis atteint le territoire de Petite-Forêt et se termine à l'avaleresse de l'Espérance[3], inexploitée, et datée de 1795[I 3].
- la dernière branche se subdivise elle-même en deux branches au niveau de la limite entre Anzin et Valenciennes, sous l'actuel dépôt de Saint-Waast du tramway de Valenciennes :
  - la première branche se dirige vers le sud-ouest et dessert la fosse du Bois puis la fosse Dutemple. À partir de là, l'aqueduc se dirige plein sud vers les fosses de la Régie et Réussite[2], pénètre sur le territoire de La Sentinelle pour finalement desservir la fosse Ernest[4]. Il existe à 200 mètres de là un autre aqueduc reliant les fosses Demézières, La Sentinelle et Bon Air, mais rien n'indique qu'il soit relié[4].
  - la seconde branche se dirige vers le sud, et dessert la fosse Grosse Fosse, la fosse de la Petite machine à feu, la fosse du Mambour, la fosse Tinchon, la fosse Saint-Pierre, la fosse Henri, et enfin le puits d'extraction de la fosse Lomprez[2].